# Ixodes subterranus
Ixodes subterranus är en fästingart som beskrevs av Filippova 1961. Ixodes subterranus ingår i släktet Ixodes och familjen hårda fästingar. Inga underarter finns listade i Catalogue of Life.